# Protaetia evangelinae
Protaetia evangelinae är en skalbaggsart som beskrevs av Arnaud 2000. Protaetia evangelinae ingår i släktet Protaetia och familjen Cetoniidae. Inga underarter finns listade i Catalogue of Life.